# Top Hat
Top Hat (bra: O Picolino; prt: Chapéu Alto) é um filme estadunidense de 1935, do gênero comédia romântico-musical, dirigido por Mark Sandrich, com roteiro baseado na peça teatral The Girl Who Dared (ou A Scandal in Budapest), de Alexander Faragó e Aladar Laszlo.
Foi o filme mais bem sucedido da parceria entre Fred Astaire e Ginger Rogers, e o segundo da carreira dele (atrás apenas de Easter Parade). É sempre lembrado pelo clássico número de dança "Cheek to Cheek", que também rendeu o apelido dado por Astaire a Ginger, "Feathers", graças ao vestido usado no número.
O filme ocupa a 15ª colocação na Lista dos 25 Maiores Musicais Americanos de todos os tempos, idealizada pelo American Film Institute (AFI) e divulgada em 2006.

## Sinopse
Jerry Travers é um dançarino estadunidense que vai a Londres para estrelar um show produzido por Horace Hardwick. Lá ele conhece e tenta impressionar Dale Tremont que está viajando com sua amiga Madge e o estilista Bates. Mas tudo dá errado quando Dale o confunde com Horace, o marido de sua melhor amiga.

## Elenco
- Fred Astaire .... Jerry Travers
- Ginger Rogers .... Dale Tremont
- Edward Everett Horton .... Horace Hardwick
- Erik Rhodes .... Alberto Beddini
- Eric Blore .... Bates
- Helen Broderick .... Madge Hardwick
- Lucille Ball .... vendedora de flores

## Principais prêmios e indicações
| Premiação  | Categoria               | Recipiente                       | Resultado |
| ---------- | ----------------------- | -------------------------------- | --------- |
| Oscar 1936 | Melhor filme            | Melhor filme                     | Indicado  |
| Oscar 1936 | Melhor direção de arte  | Van Nest Polglase, Carroll Clark | Indicado  |
| Oscar 1936 | Melhor canção original  | "Cheek to Cheek" (Irving Berlin) | Indicado  |
| Oscar 1936 | Melhor direção de dança | William Hetzler, Hermes Pan      | Indicado  |